# Black Suits Comin' (Nod Ya Head)
«Black Suits Comin' (Nod Ya Head)» es un sencillo del cantante estadounidense Will Smith y es la banda sonora principal de la película Hombres de negro II. El tema aparece incluido en el álbum: Born to Reign de Smith.

## Trasfondo
El sencillo fue compuesto en 2002 por la productora Columbia Pictures para el film Hombres de negro II protagonizada por el propio cantante y actor. El 11 de junio del mismo año fue publicado el álbum de la banda sonora de la producción.
En el US Billboard Hot 100 ocupó un discreto puesto 77, en cuanto al Reino Unido fue más exitoso tras alcanzar el tercer puesto de la lista.
La pieza cuenta con la colaboración de Trā-Knox en los coros.

## Vídeo musical
El videoclip fue dirigido por Francis Lawrence y producido por Joseph Sassone y emitido el 3 de junio en el programa de MTV: Making the Video.
En él, el personaje de Will Smith aparece sobre un escenario acompañados por otros "Hombres de Negro". A lo largo del vídeo se le puede ver rodeado de varios personajes (incluyendo aliens) de la película además de escenas eliminadas que no aparecieron en el film pero que forma parte de la secuencia del clip musical.

## Versiones
- UK CD single #1

1. «Black Suits Comin' (Nod Ya Head)» (Radio Edit)  – 3:50
2. «Black Suits Comin' (Nod Ya Head)» (The Remix) (featuring Christina Vidal and introducing Trā-Knox)  – 3:45
3. «Black Suits Comin' (Nod Ya Head)» (MIB2 Remix)  – 3:45

- UK CD single #2

1. «Black Suits Comin' (Nod Ya Head)»   – 4:20
2. «Men in Black»   – 3:47
3. «Miami (Summer Mix)»   – 3:18

- UK Cassette single

1. «Black Suits Comin' (Nod Ya Head)»   – 4:20
2. «Men in Black»   – 3:47

- European Maxi single[1]

1. «Black Suits Comin' (Nod Ya Head)» (Radio Edit)  – 3:50
2. «Black Suits Comin' (Nod Ya Head)» (The Remix) (featuring Christina Vidal and introducing Trā-Knox)  – 3:45
3. «Black Suits Comin' (Nod Ya Head)» (MIB2 Remix)  – 3:45
4. «Black Suits Comin' (Nod Ya Head)» (Instrumental)  – 4:18